# Rutilia panthea
Rutilia panthea là một loài ruồi trong họ Tachinidae.